# Ford Konno
Ford Konno   (Honolulu, 1 de gener de 1933) és un nedador estatunidenc, ja retirat, guanyador de quatre medalles olímpiques.

## Biografia
Va néixer l'1 de gener de 1933 a la ciutat de Honolulu, capital de l'estat de Hawaii. Es casà amb la també nedadora i medallista olímpica Evelyn Kawamoto.

## Carrera esportiva
Va participar, als 19 anys, als Jocs Olímpics d'Estiu de 1952 realitzats a Hèlsinki (Finlàndia), on va aconseguir guanyar la medalla d'or en la prova dels 1.500 metres lliures i en els relleus 4x200 metres lliures, establint en els dos casos sengles rècords olímpics. En aquests mateixos Jocs aconseguí guanyar la medalla de plata en els 400 metres lliures, just per darrere del francès Jean Boiteux.
Participà en els Jocs Olímpics d'Estiu de 1956 realitzats a Melbourne (Austràlia), on va aconseguir guanyar la medalla de plata en els relleus 4x200 metres lliures, l'única prova en la qual va participar.
El 27 de febrer de 1954 va establir un nou rècord del món en els 200 metres lliures amb un temps de 2:03.9 minuts, sent superat pel britànic Jack Wardrop el 4 de març de 1955 amb un temps de 2:03.4 minuts. Així mateix establí un nou rècord del món en els 400 metres lliures el 3 d'abril de 1954 amb un temps de 4:26.7 minuts, sent superat per l'australià Murray Rose el 27 d'octubre de 1956 amb un temps de 4:27.0 minuts.
El 1972 va ser inclòs a l'International Swimming Hall of Fame.